# 山口県道220号宇部空港線
山口県道220号宇部空港線（やまぐちけんどう220ごう うべくうこうせん）は、山口県宇部市を通る一般県道である。

## 概要
宇部市岬町三丁目から宇部市大字西岐波に至る。
山口宇部空港へのアクセス道路であり、全線が4車線で整備されている。また、この路線は全線が地域高規格道路山口宇部小野田連絡道路の計画区間に指定されており、将来は山口宇部道路や宇部湾岸道路と連携して高規格道路網を形成する予定となっている。

### 路線データ
- 終点：山口県宇部市岬町三丁目（空港前交差点）
- 起点：山口県宇部市大字西岐波（大沢西交差点、国道190号・山口県道6号山口宇部線交点、山口宇部道路 宇部南IC）

## 路線状況

### 道路施設

#### 橋梁
- 亀浦跨線橋（宇部線、宇部市）

## 地理

### 通過する自治体
- 山口県
  - 宇部市

### 交差する道路
| 交差する道路                                      | 交差する場所 | 交差する場所                 |
| ------------------------------------------------- | ------------ | ---------------------------- |
| 国道190号 山口県道6号山口宇部線 / E2 山口宇部道路 | 大字西岐波   | 大沢西交差点 / 終点 宇部南IC |

### 交差する鉄道
- 宇部線

### 沿線
- 山口宇部空港
- JR西日本宇部線
  - 草江駅 - 常盤駅